# زینب الغزوی
زینب الغزوی (انگلیسی: Zineb El Rhazoui؛ زادهٔ ۱۹ ژانویه ۱۹۸۲) روزنامه‌نگار فرانسویِ زادهٔ مراکش است. او ستون‌نویس مجلهٔ طنز پاریسی شارلی ابدو بود. الغزوی در روز ۷ ژانویه ۲۰۱۵ در زمان کشتار شارلی ابدو در مراکش بود.
او کارشناس مذهبی مجله و منتقد سرسخت اسلام بود. از زمان این قتل‌ها، او یک مبارز برجسته سکولار و فعال حقوق بشر شده‌است که در سراسر جهان دربارهٔ اسلام و آزادی بیان سخنرانی می‌کند. او در ۳ ژانویهٔ ۲۰۱۷ با اشاره به اتخاذ «خط مشی خبری مورد نظر اسلام‌گرایان» به عنوان یکی از دلایل جدایی‌اش، شارلی ابدو را ترک کرد.
الغزوی از واژهٔ «اسلام‌هراسی» انتقاد کرده و می‌گوید که این واژه نخستین بار چند سال پیش در ایران به عنوان راهی برای ساکت کردن منتقدان دولت آن کشور مطرح شد.